# Pomoxis

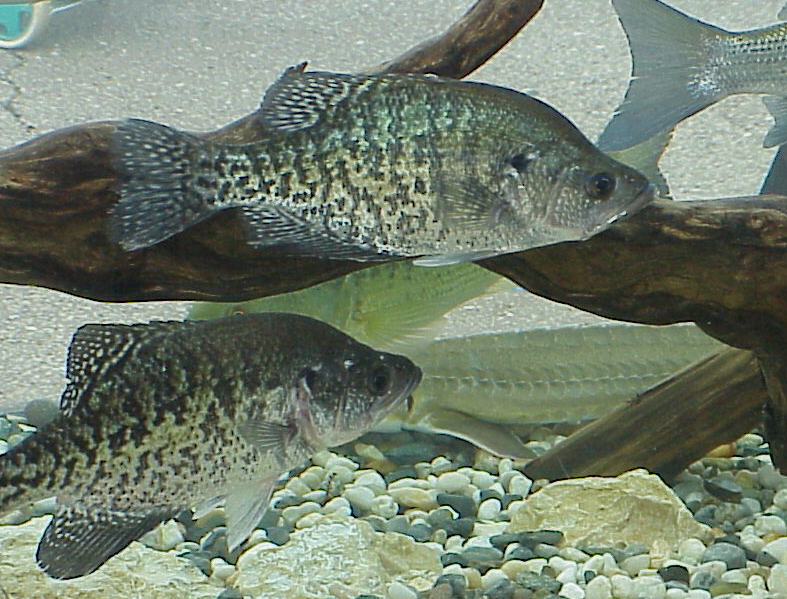
Esemplari di Pomoxis annularis

Pomoxis (crappie in lingua inglese) è un genere di pesce osseo d'acqua dolce appartenente alla famiglia delle Centrarchidae. Vive nelle acque dolci nordamericane.
Il nome del genere Pomoxis proviene dal greco πώμα (copertura, opercolo) e da οξύς (duro).

## Specie
Sono note due specie di Pomoxis:
- Pomoxis annularis, in inglese: White Crappie (Rafinesque, 1818)
- Pomoxis nigromaculatus, in inglese: Black crappie (Lesueur, 1829))

## Biologia
Gli esemplari adulti di entrambe le specie di Pomoxis da si nutrono in prevalenza di specie più piccole, inclusi i giovanili dei loro stessi predatori (tra i quali lucci, muskellunge e Sander vitreus). La loro dieta comprende inoltre zooplancton, insetti e crostacei.
Oggi queste specie tendono ad essere meno attive e si concentrano intorno a letti di alghe o a oggetti sommersi, come ceppi e massi. Essi si nutrono al crepuscolo e nell'oscurità, muovendosi in acque aperte o avvicinandosi alla riva.

## Pesca

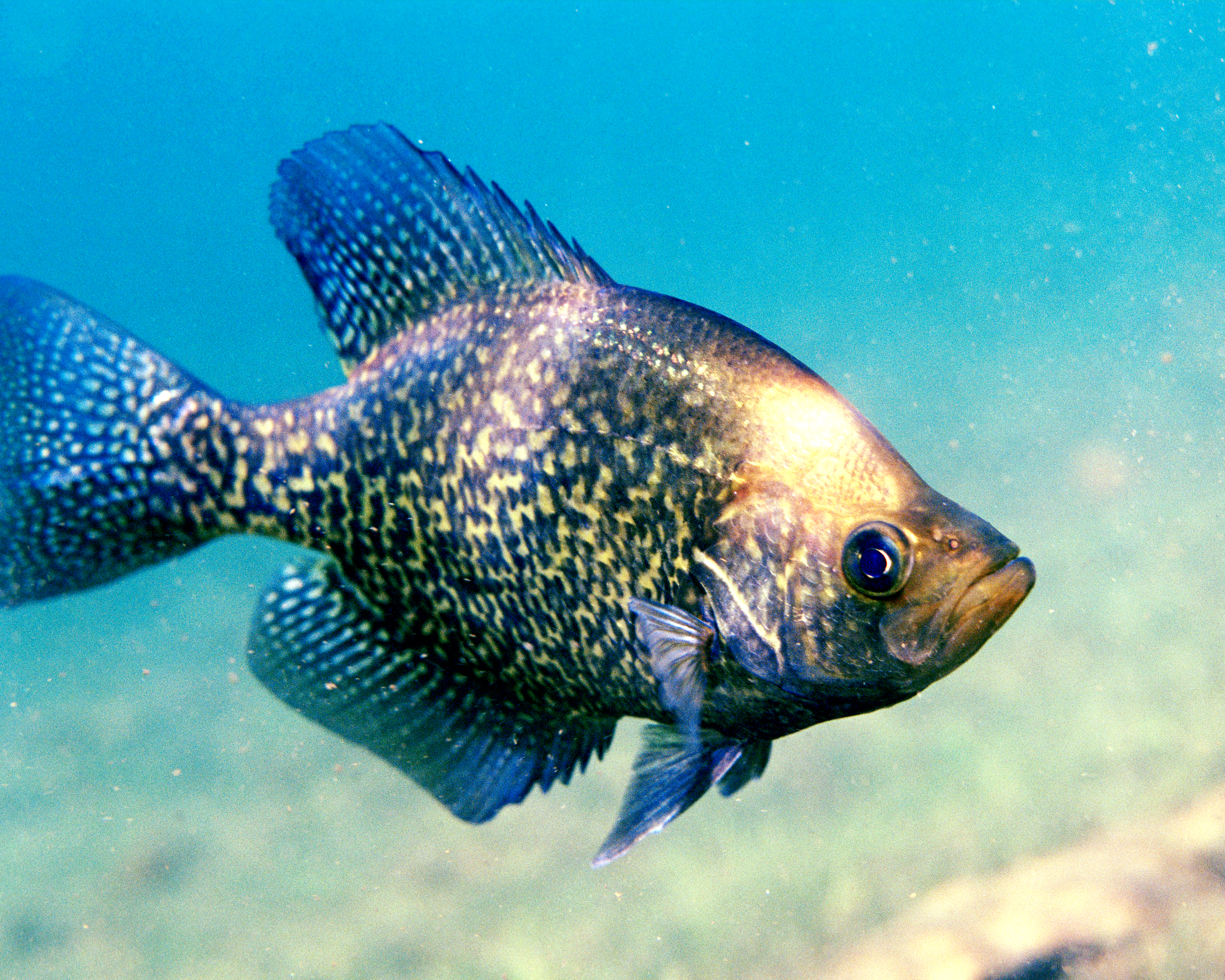
Un Pomoxis nigromaculatus

Le specie Pomoxis sono molto apprezzate dai praticanti della pesca sportive e i loro esemplari sono spesso considerati tra i pesci di acqua dolce più gustosi. A causa della varietà della loro dieta, i Pomoxis possono essere pescati con diverse tecniche, compresi lo spinning usando piccole esche artificiali o usando galleggianti ed esche naturali. È anche diffusa la pesca sotto il ghiaccio, essendo queste specie di pesci attive anche in inverno. L'attuale record per la pesca con qualunque dei mezzi citati è di un esemplare di Pomoxis nigromaculatus di 2,25 kg di peso e per il Pomoxis annularis un esemplare di 2,35 kg di peso.